# Georg Goldstein (Fotograf)
Georg Goldstein (* 1898 in Proskurow, Russisches Kaiserreich; † 1980 in Düsseldorf) war ein deutsch-jüdischer Arzt und Pressefotograf.

## Leben
1907 wanderte die Familie Goldstein mit Georg Goldstein nach Deutschland aus. Nach dem Abitur studierte Georg Goldstein Medizin in Frankfurt und Bonn mit Promotion 1928.
Goldstein eröffnete nach seiner Promotion 1930 eine Arztpraxis als Facharzt für Innere Medizin in der Pempelforter Str. 11 in Düsseldorf. Allerdings wurde ihm nach der Machtergreifung der NSDAP 1933 die Kassenzulassung entzogen. 1934 wurde die 1929 erfolgte Einbürgerung widerrufen,  und im Mai 1936 wurde schließlich seine Praxis zwangsweise geschlossen. Als Zionist arbeitete er 1936 als Vertrauensarzt des Palästinaamtes in Berlin, wo er seine Auswanderung vorbereitete.
Darauf wanderte er mit seiner Frau Ilse Goldstein geb. Frank aus Moers nach Palästina aus und eröffnete 1937 seine Praxis in Tel Aviv-Jaffa. 1953 kehrte er mit seiner Frau nach Düsseldorf zurück aus Enttäuschung über die Entwicklung in Israel mit dem Gegeneinander von Juden und Arabern. Er arbeitete als Internist bis 1973.
Als begeisterter Fotograf arbeitete Goldstein auch immer als Pressefotograf. Er hinterließ eine Sammlung von 11000 Negativen, die seine Witwe Ilse Goldstein 1990 dem Steinheim-Institut zur Archivierung, Digitalisierung und Aufbau einer Datenbank für eine künftige Online-Präsentation übergab.